# Carlo Baldo
Carlo Angelo Baldo Gamarra (Lima, 30 de agosto de 1983) es un exfutbolista peruano. Jugaba de centrocampista. Tiene 41 años. 

## Clubes
| Club                | País | Año         |
| ------------------- | ---- | ----------- |
| Deportivo Aviación  | Perú | 2004        |
| Universitario       | Perú | 2005        |
| Virgen de Chapi     | Perú | 2005        |
| Sport Boys          | Perú | 2006        |
| América Cochahuayco | Perú | 2006 - 2007 |
| Deportivo Aviación  | Perú | 2007 - 2008 |
| América Cochahuayco | Perú | 2008 - 2011 |
| Deportivo Municipal | Perú | 2012 - 2013 |
| Deportivo Coopsol   | Perú | 2014        |